# Dugodlaki škotski ovčar
Dugodlaki škotski ovčar (engl. Rough Collie) ili Škotski ovčar, Škot, Škotski Collie ili ponekad i samo Collie. Škotski Collie izvorno je uzgojen za ovčarenje u Škotskoj. 

## Popularnost
Ovo je danas jedna od najpoznatijih pasmina u svijetu, za to su zaslužni djela i rad Alberta Paysona Terhunea i mnoge novele, filmovi, serije s poznatim imenom Lassie.  Lik Lassie je osmislio Eric Knight u kratkoj priči objavljenoj 1938. godine Lassie se vraća kući (objavio Saturday Evening Post) i 1940. godine kada je izdana kao novela. "Lassie" je prvi put ekraniziran 1943. godine u filmu Lassie se vraća kući s glumcima Roddy McDowall i Elizabeth Taylor. Prateći uspjeh filma, već 1945. godine objavljen je nastavak Lassiein sin s glumcima Peter Lawford i June Lockhart. Sljedeće godine, 1946., objavljen je treći nastavak Hrabrost Lassiea s Elizabeth Taylor. 1949. godine počela je s emitiranjem radio emisija "Lassie Radio Show". Između 1950. – 1990. godina emitirane su TV serije Lassie, njih ukupno tri (1954. – 1974. (s Tommy Rettig), 1980-ih-1990-ih, 1997. – 1999.). 2006. godine u UK objavljeno je reizdanje prvotnog filma s naslovom Lassie s glumcima Peter O'Toole, Samantha Morton.
Lassie je jedna od samo troje životinja koja je dobila zvijezdu na Hollywoodskoj stazi slavnih. (ostali su Rin tin tin i Stronghead
2005. godine show business journal Variety je svrstao Lassie u 100 ikona svih vremena

## Izgled
Vrsta Collie se javlja u četiri osnovne boje: sable i bijela, bijela, trikolor i srebrnoplava. Svi imaju bijele boje oko vrata, donjem dijelu noga i eventualno na vrhu repa. Neki mogu imati bijele mrlje po glavi, ili bijelu crtu po sredini glave do nosa. Na glavi su prepoznatljive bademaste oči, nos u obliku tupasto zaobljenog klina i uši s 2/3 gore i 1/3 poklopljene. Dlaka je gusta, ravna i dugačka, podlaka je mekana i čupava; na stražnjoj strani prednjih noga dlaka je malo duža nego kod zadnjih. Također kod prednjih nogu bijela boja seže do koljena, kod zadnjih do razine zgloba "šake". Držanje repa je uglavnom spušteno, moguće vodoravno, ali ne i uvis.

## Temperament
Pas je vrlo inteligentan i druželjubljiv, zahtijeva puno pažnje i pozitivnih emocija. Inače su smireni, ali se znaju dobro razigrati. Instinkt ovčara još uvijek je (neki put i snažno) prisutan. Škotski ovčar je vrlo odan vlasniku i ponaša se zaštitnički, s djecom je posebno pažljiv. Ne podnosi kazne i glasno vikanje, sklon je biti tvrdoglav, ali odgovara na pozitivnu namjeru i emociju.

## Povijest
Rough (Škotski) collie i Smooth collie dolaze od lokalizirane vrste ovčara s podrijetlom iz Škotske. Izvorno, postojalo je nekoliko oblika ove pasmine (Collie). Nakon industrijske revolucije posjedovanje psa je postalo vrlo popularno, i rana vrsta colliea je križana s ruskom vrstom Borzoi kako bi dobili "plemenitiju" glavu što je danas jedna od glavnih karakteristika Škotskog ovčara.

## Vanjske poveznice
- Collie klub Kanade
- Collie klub Amerike
- American Working Collie Association
- Škotski Collie klub  Arhivirana inačica izvorne stranice od 13. listopada 2007. (Wayback Machine)

### Ostali projekti
|  | Zajednički poslužitelj ima stranicu o temi Dugodlaki škotski ovčar    |
|  | Zajednički poslužitelj ima još gradiva o temi Dugodlaki škotski ovčar |